# N95-Maske

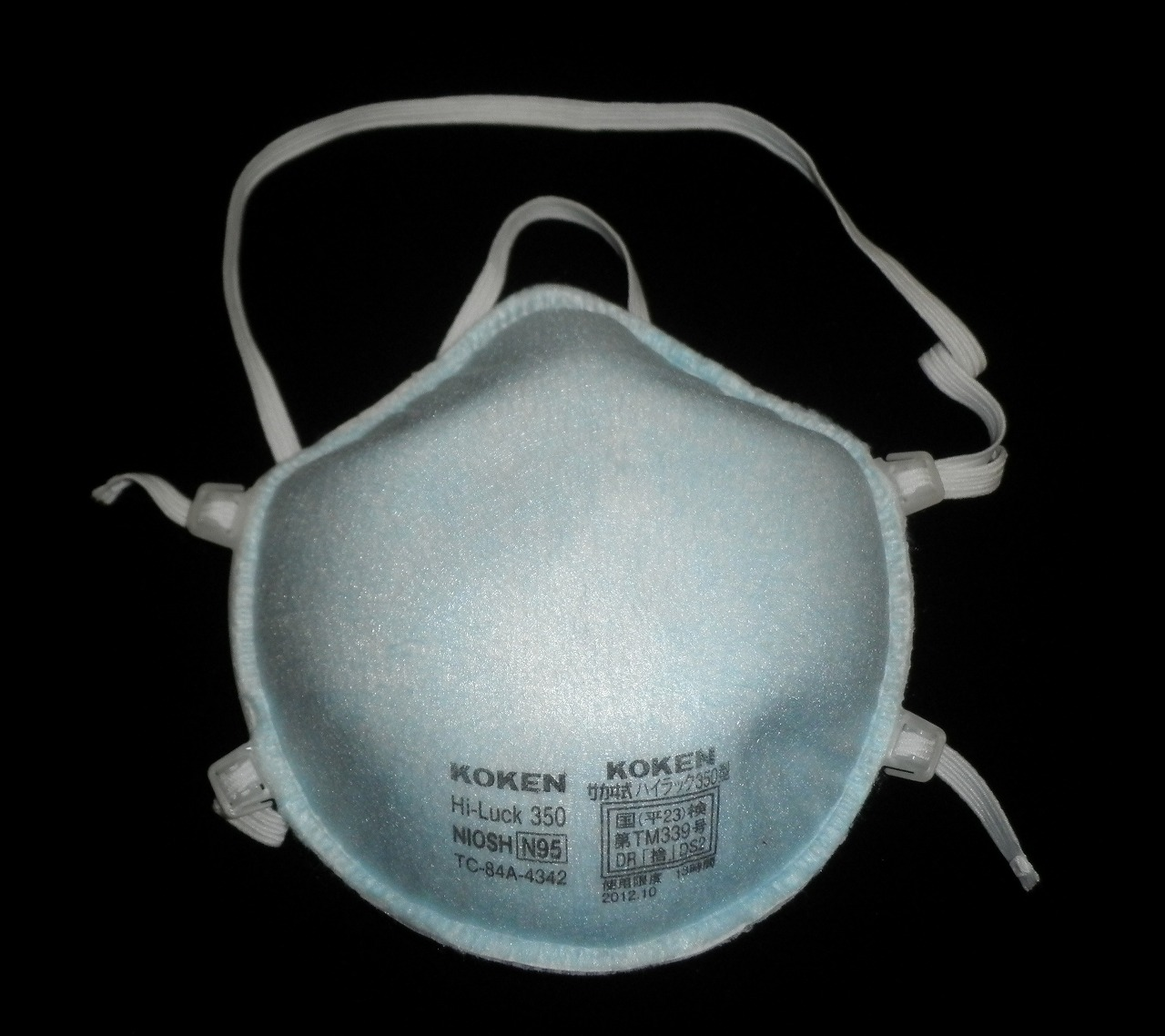
N95-Maske

Eine N95-Maske ist eine teilchenfiltrierende Atemschutzmaske, die den N95-Standard der Luftfiltrationsbewertung des US-amerikanischen National Institute for Occupational Safety and Health (NIOSH) erfüllt. Dies bedeutet, dass mindestens 95 % der in der Luft befindlichen Partikel abgeschieden werden, die größer als 0,3 µm sind. Der Buchstabe N signalisiert, dass die Maske im Gegensatz zur P95-Maske nicht beständig gegenüber öligen Aerosolen ist. Es ist die von den sieben amerikanischen Klassifikationsstufen am häufigsten verwendete partikelfilternde Atemschutzmaske. Diese Art von Atemschutzmaske schützt vor Partikeln, aber nicht vor Gasen oder Dämpfen.
N95-Atemschutzmasken gelten als funktional gleichwertig mit bestimmten Atemschutzmasken, die in Ländern außerhalb der USA reguliert sind, z. B. FFP2-Atemschutzmasken, die der Europäischen Norm entsprechen, und KN95-Masken aus China. Zur Zertifizierung ihrer Leistung werden jedoch geringfügig andere Kriterien verwendet, z. B. Filtereffizienz, Testmittel und Durchflussrate sowie zulässiger Druckabfall.
Die N95-Maske besteht unter anderem aus einem feinmaschigen Netz synthetischer Polymerfasern, einem  Vliesstoff aus Polypropylen, das die innere Filtrationsschicht bildet, die Partikel zurückhält. Dieses Filtervlies wird mittels Meltblown-Verfahren hergestellt, einer abgewandelten Form des Schmelzspinnens.

## Geschichte
In den 1970er Jahren legten das Bureau of Mines und NIOSH in den Vereinigten Staaten amerikanische Standards für Einweg-Feinstaubmasken fest. Die erste N95-Maske (Einmalgebrauch; für Staub) wurde vom Technologiekonzern 3M entwickelt und 1972 zugelassen.
Im Jahr 1992 erfanden der taiwanesisch-amerikanische Materialwissenschaftler Peter Tsai und sein Team an der University of Tennessee den Filter N95. Das neue Material besteht sowohl aus positiven als auch aus negativen Ladungen, die Partikel wie Staub, Bakterien und Viren anziehen können. Der Filter kann mindestens 95 Prozent der Partikel durch Polarisation stoppen, bevor die Partikel die Maske passieren können. Die Technologie wurde 1995 in den USA patentiert und bald zur Herstellung von N95-Masken verwendet. Zunächst als Staubmaske für den industriellen Einsatz konzipiert, wurde sie in den 1990er Jahren zunehmend im Gesundheitswesen zum Infektionsschutz eingesetzt.

## Verwendungszweck
In den USA verlangt die Arbeitsschutzbehörde Occupational Safety and Health Administration (OSHA) von Mitarbeitern des Gesundheitswesens, die zum Beispiel COVID-19-erkrankte oder -verdächtige Patienten versorgen, das Tragen von Atemschutzmasken, beispielsweise N95-Schutzmasken. Im Gegensatz zu einer N95-Maske schützt ein Mund-Nasen-Schutz den Träger weniger gut vor Partikeln in der Luft, wie z. B. vor Viren, da er den Mund-Nasen-Bereich nicht luftdicht abschließt.
Atemschutzmasken-Dichtsitzprüfungen (Respirator fit test) sind eine wichtige Komponente eines Atemschutzprogramms, wenn Mitarbeiter eng anliegende Atemschutzmasken verwenden. OSHA verlangt eine erste Dichtsitzprüfung für Atemschutzmasken, um das richtige Modell, den richtigen Stil  und die richtige Größe für jeden Mitarbeiter zu ermitteln, sowie jährliche Dichtsitzprüfungen. Darüber hinaus erfordern eng anliegende Atemschutzmasken, einschließlich N95, bei jedem Anlegen eine einfache Dichtsitzprüfung durch den Benutzer selbst.

### Verwendung bei Engpässen
In Krisensituationen, in denen es an N95-Schutzmasken mangelt, wie beispielsweise bei der COVID-19-Pandemie, hat die Centers for Disease Control and Prevention (CDC) Strategien zur Optimierung ihres Einsatzes im amerikanischen Gesundheitswesen empfohlen. N95-Atemschutzmasken können über die vom Hersteller festgelegte empfohlene Tragezeit hinaus verwendet werden, obwohl sich Komponenten wie die Haltebänder und das Material der Nasenbrücke abnutzen, was die Qualität der Passform und der Abdichtungseigenschaften beeinträchtigen kann. Daher wird erwartet, dass der Träger vor Verwendung eine Dichtsitzprüfung durchführt. Es können ebenfalls Atemschutzmasken verwendet werden, die nach in anderen Ländern geltenden Standards zugelassen sind und den von NIOSH zugelassenen N95-Atemschutzmasken ähnlich sind, einschließlich der von der Europäischen Union regulierten Atemschutzmasken FFP2 und FFP3. N95-Atemschutzmasken können nach dem Absetzen wiederverwendet werden, allerdings ist die Zahl der Folgeanwendungen begrenzt. Außerdem darf die Maske nicht einer Aerosolbelastung ausgesetzt gewesen und nicht mit Körperflüssigkeiten des Patienten kontaminiert sein. Die Mehrfachverwendung erhöht das Risiko einer Oberflächenkontamination mit Krankheitserregern. Der Hersteller der Atemschutzmaske kann eine maximale Anzahl von Verwendungen empfehlen. Wenn keine Herstellerrichtlinien verfügbar sind, wird empfohlen, die Verwendung auf fünf Anwendungen pro Maske zu beschränken, um eine angemessene Sicherheitsreserve zu gewährleisten. Bestandteil der Typprüfung von N95-Masken ist eine Erhitzung auf 71 °C für 48 Stunden. Daher ist auch eine Desinfektion bei dieser Temperatur möglich, ohne die Masken zu schädigen.

## Mögliche Begleiterscheinungen bei der Verwendung
Die Konzentration von Kohlendioxid in der Atemluft kann bei längerer Tragedauer einer N95-Maske den Arbeitsplatzgrenzwert überschreiten und Kopfschmerzen, Dermatitis bzw. Akne verursachen.
Wie für andere Atemschutzmasken auch gelten bestimmte Tragedauerempfehlungen, die seitens der Hersteller und anderer Institutionen gegeben werden.

## Andere Schutzmasken
Eine Chirurgische Maske (Mund-Nasen-Schutz, MNS) ist eine locker sitzende Einwegmaske, die eine physische Barriere zwischen Mund und Nase des Trägers und potenziellen Verunreinigungen in der unmittelbaren Umgebung bildet. Bei ordnungsgemäßem Tragen soll eine chirurgische Maske dazu beitragen, Tröpfchen oder Spritzer mit großen Partikeln, die Viren und Bakterien enthalten können, abzuhalten. Chirurgische Masken können auch dazu beitragen, in der Nähe befindliche Personen vor Speichel und Atemsekreten des Trägers zu schützen.
Die Filtrationsleistung einer chirurgischen Maske, die als Medizinprodukt innerhalb der Europäischen Union der Norm EN 14683:2019 unterliegt, weist eine identische (Typ I, 95 % Abscheideleistung) oder bessere (Typ II, 98 % Abscheideleistung) Filtrationswirkung als eine N95-Maske auf. Ihr Nachteil liegt allerdings in der Abdichtung: Bei chirurgischen Masken kann die Atemluft deutlich leichter an der Maske vorbei ein- und austreten. Sie bieten daher keinen vollständigen Schutz vor Keimen und anderen Verunreinigungen.
Die US-amerikanischen Centers for Disease Control and Prevention (CDC) empfehlen bei Verfahren, bei denen Aerosole entstehen können – wie zum Beispiel beim Absaugen der Atemwege oder bei einer Bronchoskopie – ein Schutzvisier, das das Gesicht vollständig auch an den Seiten bedeckt, eine Schutzmaske mit integriertem Visier oder eine Halbmaske kombiniert mit einer Schutzbrille. Die CDC empfiehlt die Verwendung von Atemschutzmasken mit mindestens N95-Zertifizierung, um den Träger vor dem Einatmen infektiöser Partikel wie Mykobakterien, Vogelgrippe- und andere Influenzaviren, SARS- und Ebolaviren zu schützen.